# Stenarctia
Stenarctia is een geslacht van vlinders van de familie spinneruilen (Erebidae), uit de onderfamilie Arctiinae.

## Soorten
- S. abdominalis Rothschild, 1910
- S. griseipennis Hampson, 1911
- S. quadripunctata Aurivillius, 1900
- S. rothi Rothschild, 1933